# Vertrag von Valençay

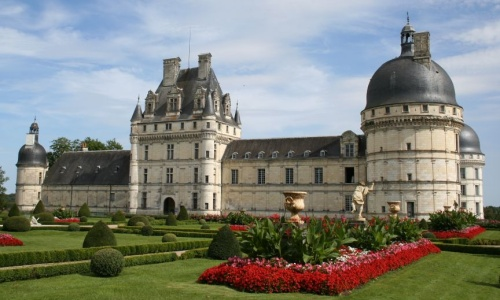
Schloss Valençay

Der Vertrag von Valençay wurde am 11. Dezember 1813 zwischen Frankreich und Spanien auf Schloss Valençay unterzeichnet.
Aufgrund der Niederlagen im Spanischen Unabhängigkeitskrieg sah sich Napoleon Bonaparte gezwungen, Ferdinand VII. wieder als König von Spanien einzusetzen und Frieden zu schließen.
Die Verhandlungen begannen am 20. November 1813 auf Schloss Valençay, der Residenz Ferdinands VII. während seiner Festsetzung durch Napoleon. Auf spanischer Seite wurden sie von José Miguel de Carvajal, Herzog von San Carlos, geführt. Ihm stand auf französischer Seite Antoine René Mathurin, Graf von Laforest, gegenüber. Der Vertrag legte die Rückkehr Ferdinands VII. auf den spanischen Thron, die Einstellung der Feindseligkeiten und die Anerkennung der spanischen Besitzungen fest. Ferdinand VII. verpflichtete sich, die Anhänger Joseph Bonapartes wieder in ihre Rechte und Ehren einzusetzen, außerdem ein Handelsabkommen abzuschließen und seinen Eltern, Karl IV. und Maria Luise von Bourbon-Parma eine jährliche Rente von 30.000 Reales zu zahlen.
Der Vertrag wurde einen Monat später in Paris ratifiziert.